# إجناتاس كونوفالوفاس
إجناتاس كونوفالوفاس مواليد 8 ديسمبر 1985 في بانيفيزيس، ليتوانيا، هو دراج ليتواني. شارك في دورة الألعاب الأولمبية الصيفية.

## سجل النتائج

### سباقات أو مراحل فاز بها
| التاريخ       | السباق                                                             | المركز                                                                  |
| ------------- | ------------------------------------------------------------------ | ----------------------------------------------------------------------- |
| 23 مارس 2006  | حلقة جنوب أرديتشي 2006                                             |                                                                         |
| 22 يوليو 2007 | 2007 European Road Cycling Championships Men U23 RR                |                                                                         |
| 08 يونيو 2008 | طواف لوكسمبورغ 2008                                                |                                                                         |
| 07 مارس 2009  | مونت باشي ستراد بينك 2009                                          | المرتبة 13 في التصنيف العام                                             |
| 28 مارس 2014  | إي ثري هاريل بيك 2014                                              | المرتبة 18 في التصنيف العام                                             |
| 01 يناير 2015 | 2015 Velothon Wales                                                |                                                                         |
| 18 أبريل 2015 | طواف فينيستير 2015                                                 | العاشر في التصنيف العام                                                 |
| 10 مايو 2015  | أربعة أيام من دونكيرك 2015                                         | الفائز في التصنيف العام                                                 |
| 24 يونيو 2016 | بطولة لتوانيا لسباق الطريق ضد الساعة 2016                          | الفائز في التصنيف العام                                                 |
| 24 مارس 2017  | إي ثري هاريل بيك 2017                                              | المرتبة 18 في التصنيف العام                                             |
| 14 مايو 2017  | أربعة أيام من دونكيرك 2017                                         | العاشر في تصنيف الجبال، الرابع في التصنيف العام، التاسع في تصنيف النقاط |
| 23 يونيو 2017 | سباق الطريق ضد الساعة للرجال في بطولة ليتوانيا لسباق الدراجات 2017 | الفائز في التصنيف العام                                                 |
| 25 يونيو 2017 | سباق الطريق للرجال في بطولة ليتوانيا لسباق الدراجات 2017           | الفائز في التصنيف العام                                                 |
| 20 يونيو 2021 | سباق الطريق للرجال في بطولة ليتوانيا 2021                          | الفائز في التصنيف العام                                                 |
| 26 يونيو 2022 | سباق الطريق للرجال في بطولة ليتوانيا 2022                          |                                                                         |
| 25 يونيو 2023 | سباق الطريق للرجال في بطولة ليتوانيا 2023                          |                                                                         |

## روابط خارجية
- إجناتاس كونوفالوفاس على موقع الاتحاد الدولي للدراجات (الإنجليزية)
- إجناتاس كونوفالوفاس على موقع أرشيف الدراجات (الإنجليزية)
- إجناتاس كونوفالوفاس على موقع إحصائيات الدراجات الإحترافية (الإنجليزية)
- إجناتاس كونوفالوفاس على موقع نسبة الدراجات (الإنجليزية)
- إجناتاس كونوفالوفاس على موقع CycleBase (الإنجليزية)
- إجناتاس كونوفالوفاس على موقع أوليمبيديا (الإنجليزية)
- إجناتاس كونوفالوفاس على موقع اللجنة الأولمبية الليتوانية (الليتوانية)